# Caricea acerca
Caricea acerca är en tvåvingeart som beskrevs av Xue 1991. Caricea acerca ingår i släktet Caricea och familjen husflugor. Inga underarter finns listade i Catalogue of Life.